# Museo civico di Palazzo Te
Il Museo civico di Palazzo Te è un museo di Mantova. 
È collocato all'interno del monumentale Palazzo Te, celebre opera dell'architetto Giulio Romano, costruito tra il 1524 e il 1534 su commissione di Federico II Gonzaga, duca di Mantova.

## Storia
Le occupazioni spagnole, francesi e austriache e le varie guerre fecero sì che nel corso degli anni il Palazzo Te venisse utilizzato come caserma e i giardini come accampamenti per le truppe, depauperando le sale e distruggendo alcune sculture (sulle pareti della sala dei Giganti rimangono tutt'oggi visibili i graffiti e le incisioni con nomi e date di un passato poco glorioso per il monumento).
La proprietà della villa dalla famiglia Gonzaga passa, tranne il breve periodo della dominazione napoleonica, al governo austriaco sino al 1866 quando viene acquisita dallo Stato Italiano. Nel 1876 l'edificio diviene proprietà del Comune di Mantova. Dopo parecchi restauri il palazzo restituisce oggi, con le sue sale e i giardini, un incantevole tuffo nella creatività di Giulio Romano e nell'importanza della corte dei Gonzaga. Grazie al riassestamento dell'orangerie, dove venivano coltivati arance e limoni, è stato creato un vasto ambiente adibito a luogo di esposizioni temporanee. Ma ulteriore scopo dell'impegno delle istituzioni cittadine era di ricavare in Palazzo Te un museo affinché fossero ospitate almeno una parte delle collezioni civiche. Lo spazio espositivo permanente fu ricavato nelle sale al piano superiore.

## Sezioni
Dopo il trasloco eseguito nel 2023 della Raccolta egizia Giuseppe Acerbi e della Collezione mesopotamica "Ugo Sissa" al MACA - Mantova Collezioni Antiche sono due le collezioni esposte:
- Sezione Gonzaghesca

La sezione è costituita da materiali legati prevalentemente alla storia mantovana di età gonzaghesca (1328-1707): una Collezione Numismatica costituita da 595 monete prodotte dalla Zecca di Mantova, una collezione di coni e punzoni, l'antica serie di pesi e misure dello Stato di Mantova e una raccolta di 62 medaglie dei Gonzaga e di illustri personaggi mantovani.
- Donazione "Arnoldo Mondadori"

La sezione è costituita da diciannove dipinti di Federico Zandomeneghi (1841-1917) e da tredici di Armando Spadini (1883-1925), raccolti da Arnoldo Mondadori e donati nel 1974 dagli eredi dell'editore di origine mantovana. Sono ben nove i dipinti della collezione prestati per la grande mostra L'impressionismo di Zandomeneghi, ideata al decorrere del centenario della morte del pittore veneziano.  Le nove opere esposte a Padova in Palazzo Zabarella sono: La cuisinière (La cuoca), 1881, olio su tela; Corsage bleu (Il giubbetto blu), 1884, pastello su carta incollata su cartoncino; Femme au bar (Al caffè), 1884, olio su tela; Femme qui s'étire (Il risveglio), 1895, pastello su carta; L'attente (L'attesa), 1896-1898, pastello su carta applicata su cartoncino; Rêverie (Fantasticheria), 1893 - 1900, olio su tela; Fanciulla con fiori gialli, 1900 - 1905, pastello su carta incollata su cartoncino; La fête (Bambina con il mazzo di fiori), 1894, olio su tela; Nature morte: pommes (Natura morta con mele), 1917, olio su tela.

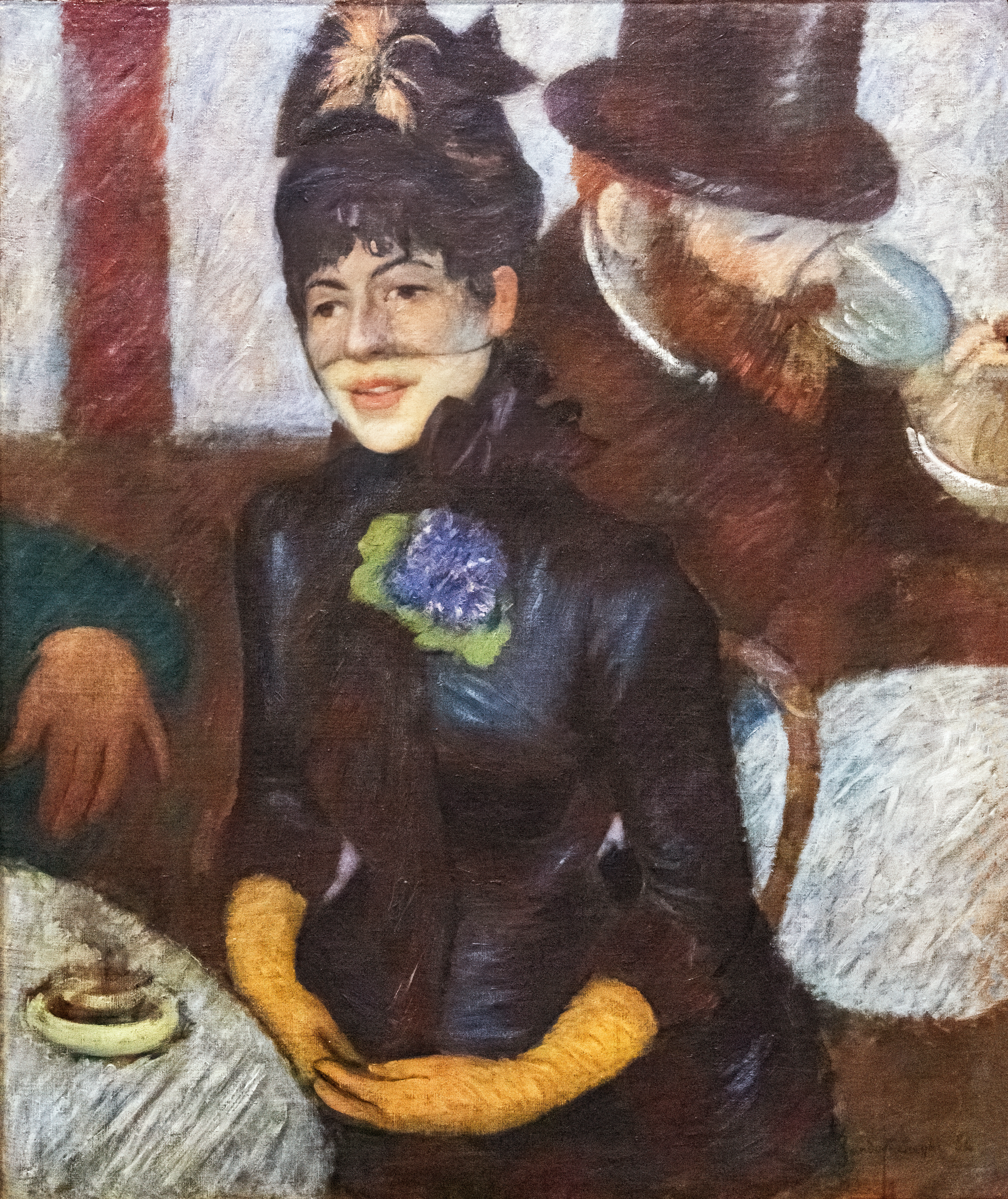
Au Café - Federico Zandomeneghi
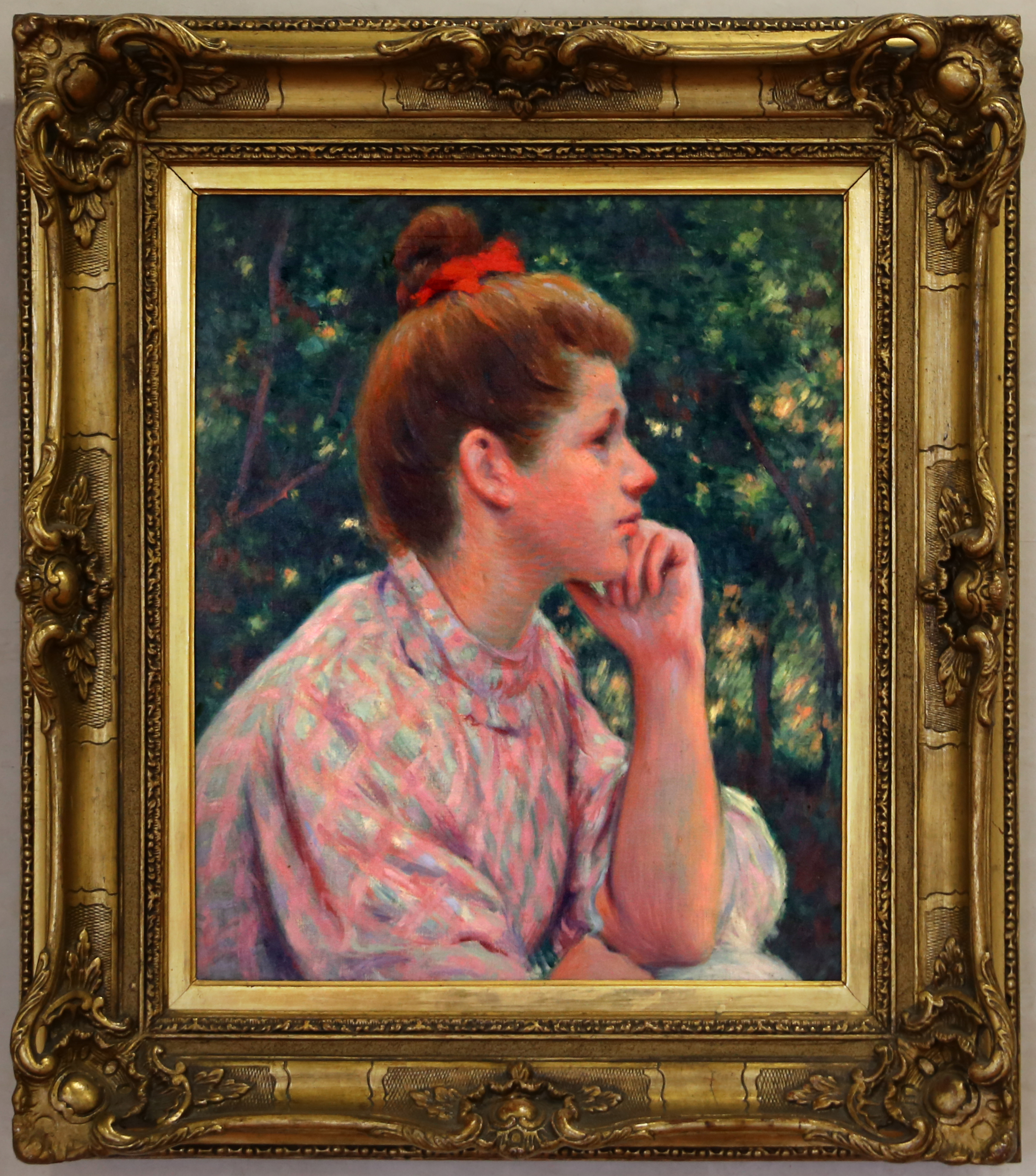
Federico Zandomeneghi, Reverie
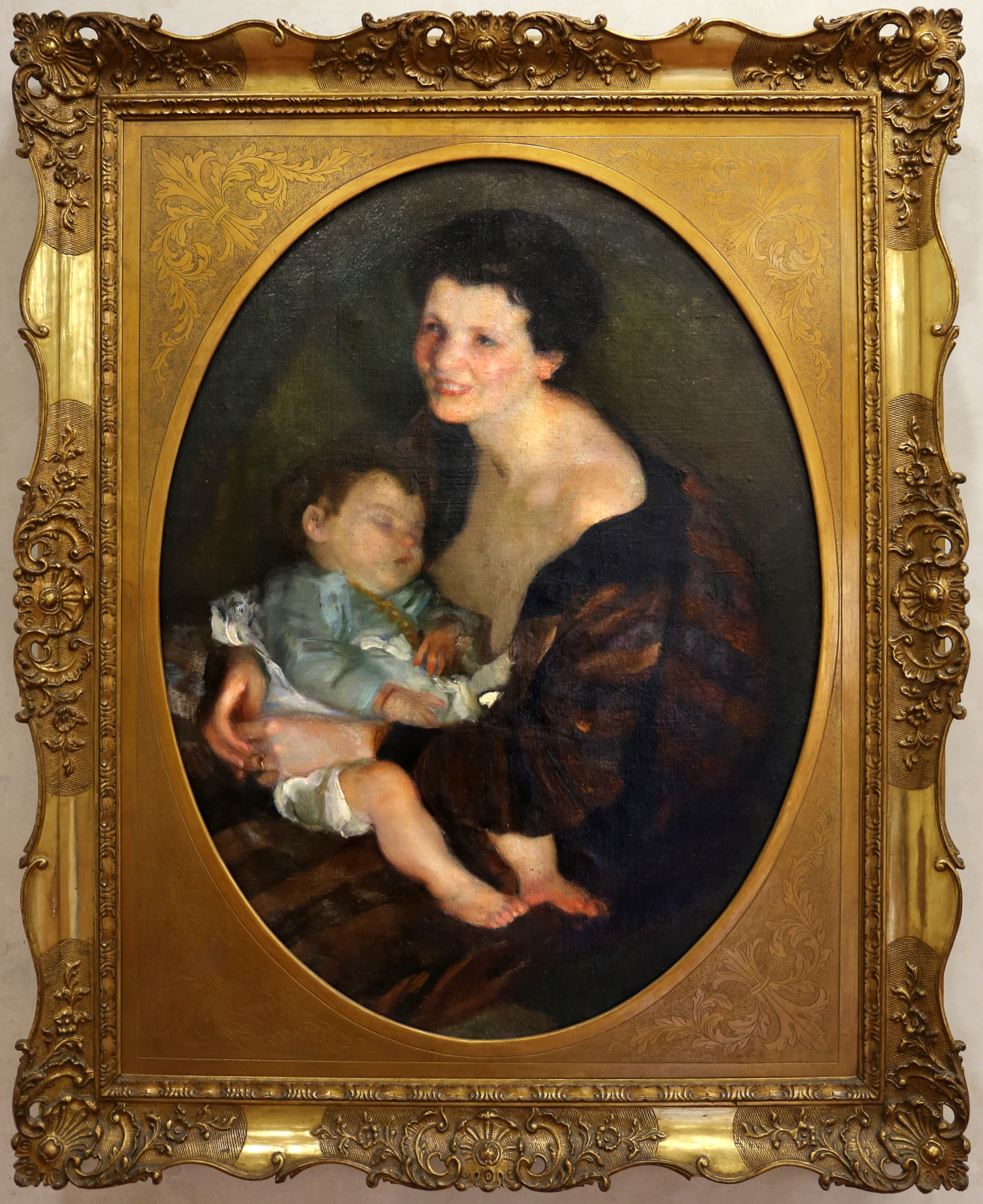
Armando Spadini, Maternità, 1910
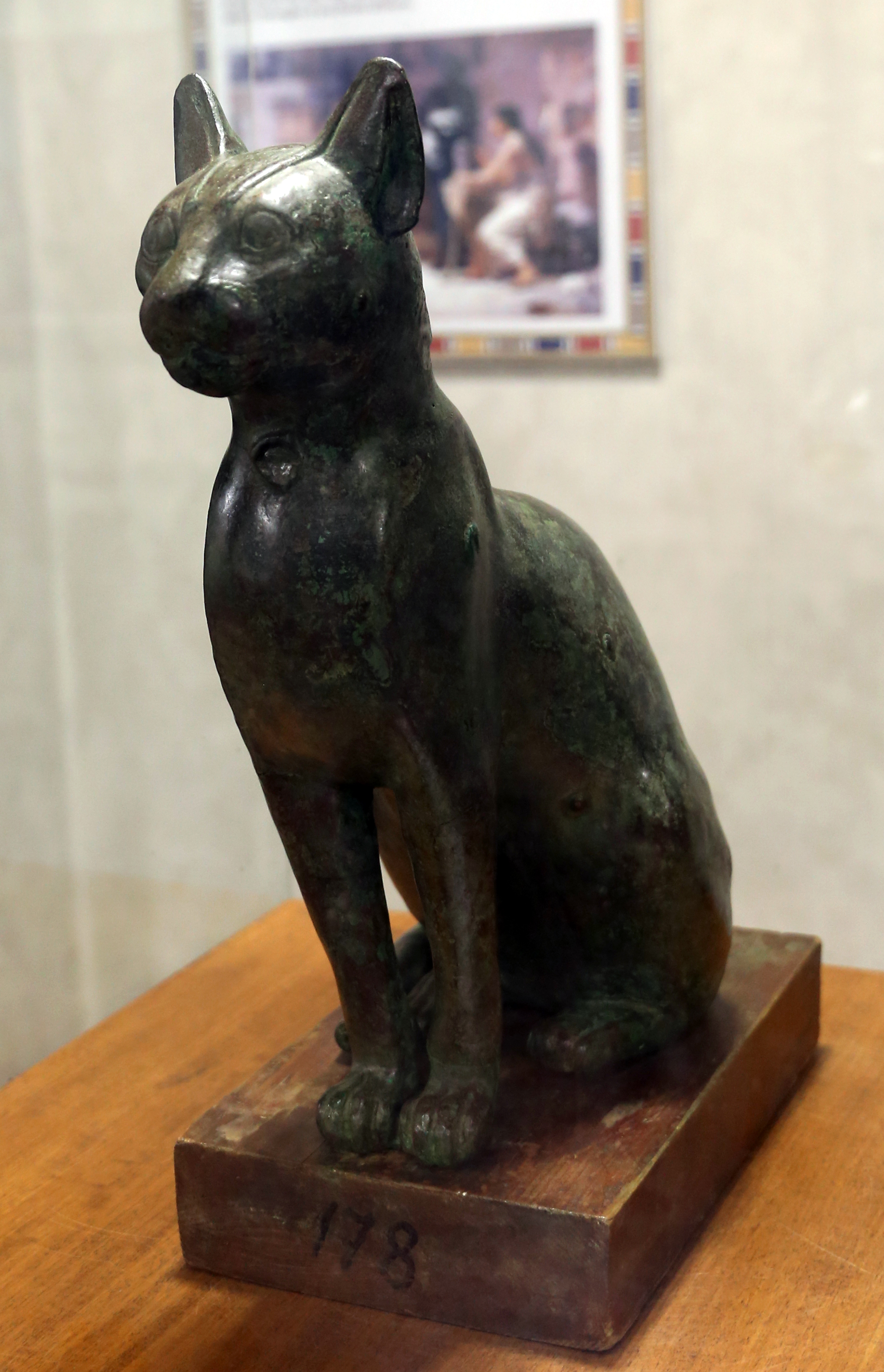
Statua in bronzo della dea Bastet
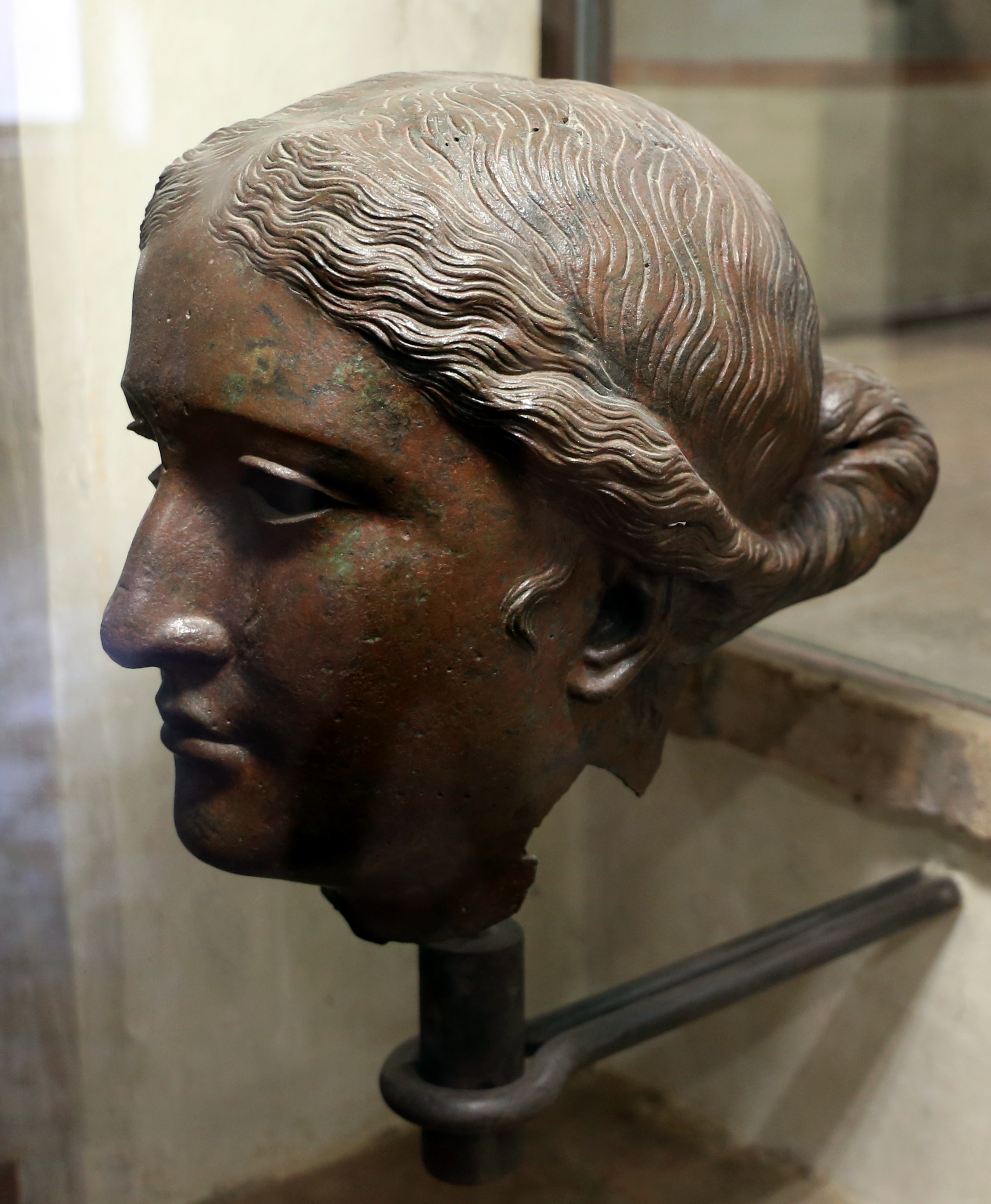
Epoca tolemaica o romana, testa femminile
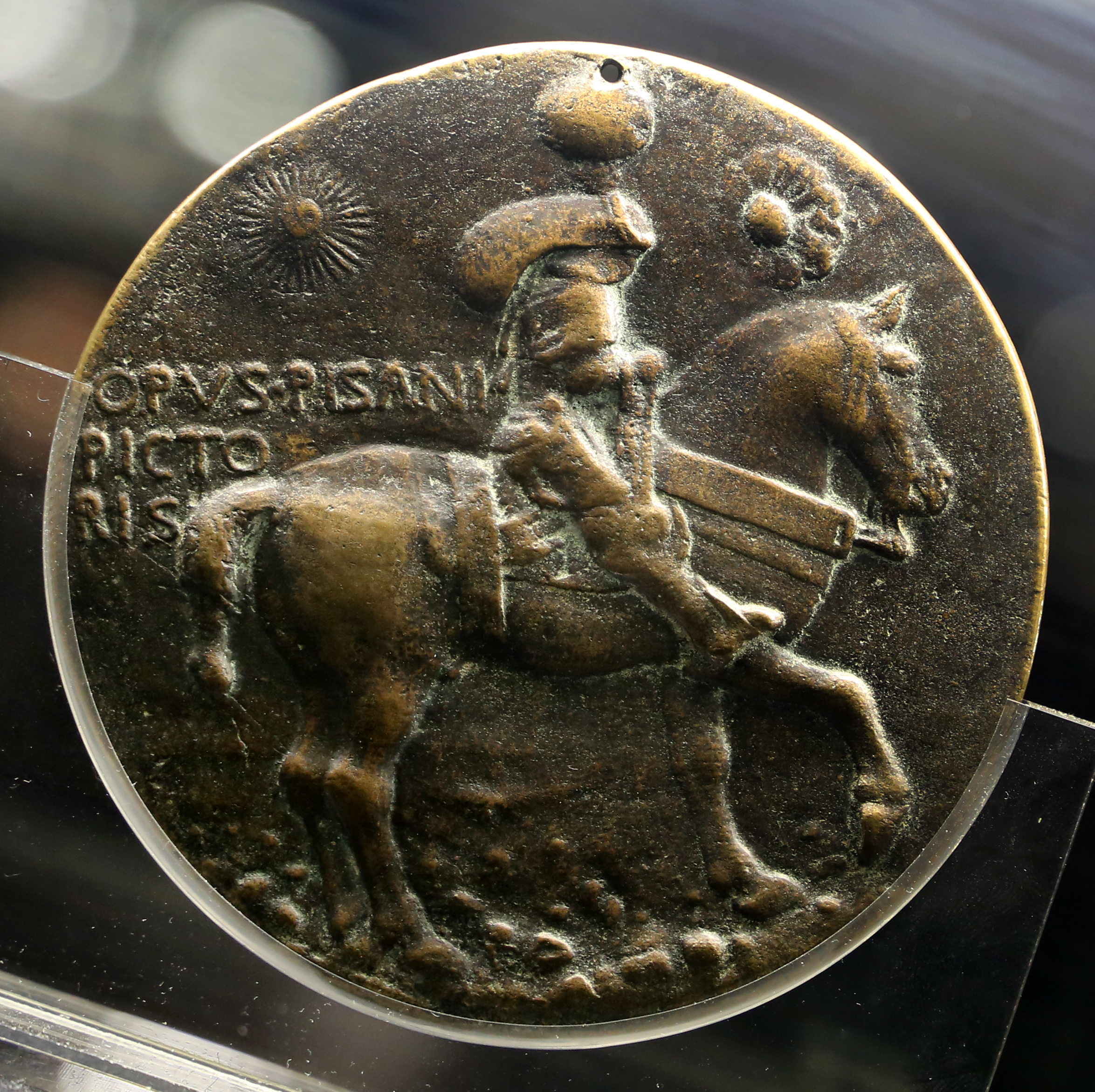
Pisanello, medaglia di Ludovico II Gonzaga, 1445-47